# Оброци у Понишављу
Оброци или оброчни крстови су најбројнија религијска обележја у Понишављу у облику каменог или дрвеног крста на светом месту (оброчишту). Били су посвећен неком од хришћанских светаца од којег су породице или мештани тражили заштиту. Постављани су у насељима у којима није било цркава, са намером да замене ове верске објекте.

## Историја
Своје порекло оброци воде још из паганских времена, када је приношење жртава био начин да се добије зажтита божанских сила. Из те паганске традиције овај обред је наставио да живи и даље, овог пута у виду обожавања и тражења заштите од хришћанских светаца.
Оброци или оброчни крстови масовно су грађени у време турске окупације Србије на местима порушених цркава, које потом нису обнављане.
У Понишављу оброци се први пут помињу у записима из 16. века - Ханса  Дершвама из 1553. године који један такав оброк описује код села Цариброда (данас Димитровграда) и испред села Белице у коме су становали само Срби.
У ранијим сеоским насељима Понишавља оброчне крстове представљало је старо табуисано дрвеће, или мирисно дрво како су га звали, у које је био урезан крст а под њим је уписиван оброчни запис. Такви оброци најчешћи су у средишту старих насеља на сеоском зборишту.

## Намена
Око оброка су се у одређене дана окупљали мештани да би држали литије или друге богомоле. Поред оброка су свештеници секли славски колач, причешћивали вернике готовим причешчем и обављали друге богослужбене радње. У неким селима око оброка су се вршиле сеоске заветнине.
Око оброка је вршен и обред крштења. Пример за то је оброчни крст у старом селу Клисура које није имало цркву, па су мештани саградили уз оброк Миро Светог Ђорђа од дубравског камена, од бигре,  1792. године саградили камено корито у коме се крштавала новорођенчад.
Оброци новијег датума у Понишављу везани су за неки догађај у животу насеља или његових становника. На пример да би престао помор становништва или стоке, и по народном веровању неко друго зло, становници би критичне године на дан неког свеца подизали оброк њему у част како би зло престало и како би у будућности заобишло село.    

## Значај
Како су Оброци подизани поводом значајних догађаја они имају не само енографски значај већ и друштвеногеографска обелжја из претходног историјског периода, везана за живот и нека значајна збивања.
Постојање великог броја оброчних крстова сведочи о врло развијеном духовном животу становника Понишавља, чија се духовност и религиозност испољава у његовој природној тежњи и веровању да ће он, његова породица и његова заједница бити заштићени под окриљем свеца, чувара и заштитника, од свих недаћа у животу.
Значај постављања Оброка – завета огледа  се и кроз однос између поштованог и обожаваног свеца са једне и верника, његове породице, фамилије или мање заједнице са друге стране, која је поставила крст.  Тако је временом место завета са Оброком постало најсветије место, где се одређеног дана, који је посвећен том свецу или за време појединих празника, окупљају људи на обредној молитви, како би изразили захвалност као и наду за бољу будућност.